# دلقک‌ماهی

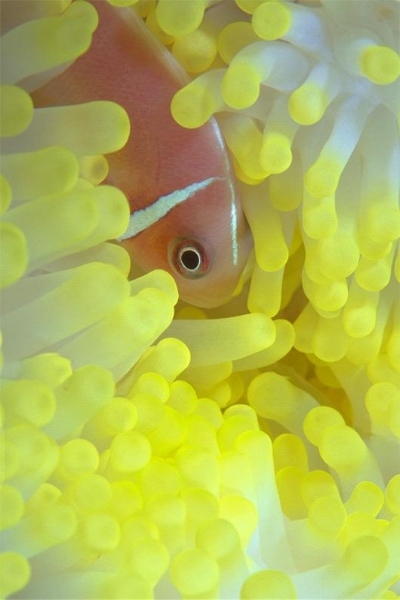
دَلقَک‌ماهی یکی از گونه‌های ماهی از خانوادهٔ شقایق‌ماهیان

دَلقَک‌ماهی یکی از گونه‌های ماهی از خانوادهٔ شقایق‌ماهیان یا به عبارت صحیح‌تر دوشیزه‌ماهیان (Pomacentridae) است.
در حدود بیست و هشت گونه از دلقک‌ماهی‌ها شناسایی شده است.
این گونه از ماهی‌ها در آب‌های شور زندگی می‌کنند.
نام عمومی این ماهی دلقک ماهی یا شقایق‌ماهی است. علت نامگذاری دلقک‌ماهی به دلیل رنگ‌آمیزی بدن این ماهی و علت نام گذاری به عنوان شقایق‌ماهی به علت هم‌زیستی این ماهی با شقایق دریایی است.
جالب است که این ماهی نسبت به شاخک‌های سمی شقایق دریایی مقاوم است. برخی دانشمندان بر این عقیده‌اند که مخاط ویژه‌ای که روی بدن این ماهی وجود دارد باعث این مقاومت می‌شود.
دلقک‌ماهی نوعی رابطهٔ هم‌زیستی با شقایق دریایی دارد. دلقک ماهی در کنار شقایق دریایی زندگی می‌کند و جانوران دیگر نمی‌توانند آن را شکار کنند
وجود دلقک ماهی سبب نزدیک شدن جانوران دیگر به شقایق دریایی می‌شود و غذای شقایق تأمین می‌شود.
دلقک‌ماهی نوعی مادهٔ مخاطی و ناشناخته در پوست خود دارد که مانع آزاد شدن نماتوسیست‌های شقایق دریایی می‌شود. در حالی که اگر ماهی دیگری با بازوهای شقایق دریایی تماس پیدا کند، طعمهٔ جانور می‌شود. به این ترتیب شقایق دریایی پناهگاه ماهی می‌شود و ماهی نیز ممکن است با حرکات خود، آب را جابجا کند، رسوبات روی بدن شقایق دریایی را بردارد و حتی ممکن است ماهی‌های دیگری را اغوا کرده، و آن‌ها را به دام شقایق دریایی بیندازد؛ بنابراین با توجه به مطالب ذکر شده دلقک‌ماهی برای شقایق دریایی چندان بی‌فایده نیست و رابطهٔ آن‌ها می‌تواند از نوع هم یاری باشد.
این ماهی از نظر جنسی protandrous hermaphrodites می‌باشد. در زمان تولد همگی نر بوده و پس از بلوغ بزرگ‌ترین و غالب‌ترین گروه از نر به ماده تغییر جنسیت می‌دهد و البته دومین گروه نیز جفت مناسبی برای وی می‌باشد.
این ماهی برای نگهداری یکی از بهترین گزینه‌ها بوده و تقریباً محبوب‌ترین ماهی آکواریوم‌های آب شور می‌باشد. جهت نگهداری به دمای بین ۲۴ تا ۲۶ درجه سانتی‌گراد و ph حدود ۸٫۴ نیاز دارد. (شوری بین ۱٫۰۲۳ الی ۱٫۰۲۷)
نگهداری از گونه‌های مختلف این ماهی در یک آکواریوم به شرط فضای مناسب و تعداد شقایق مناسب امکان‌پذیر بوده، ولی باید تمام آن‌ها را در یک زمان و یک شرایط به آکواریوم اضافه کرد چون در غیر اینصورت دلقک قدیمی به تازه‌واردها حمله کرده و برای حفظ قلمرو خود آسیب‌های مهلکی به آن‌ها وارد می‌کند.

## نگارخانه

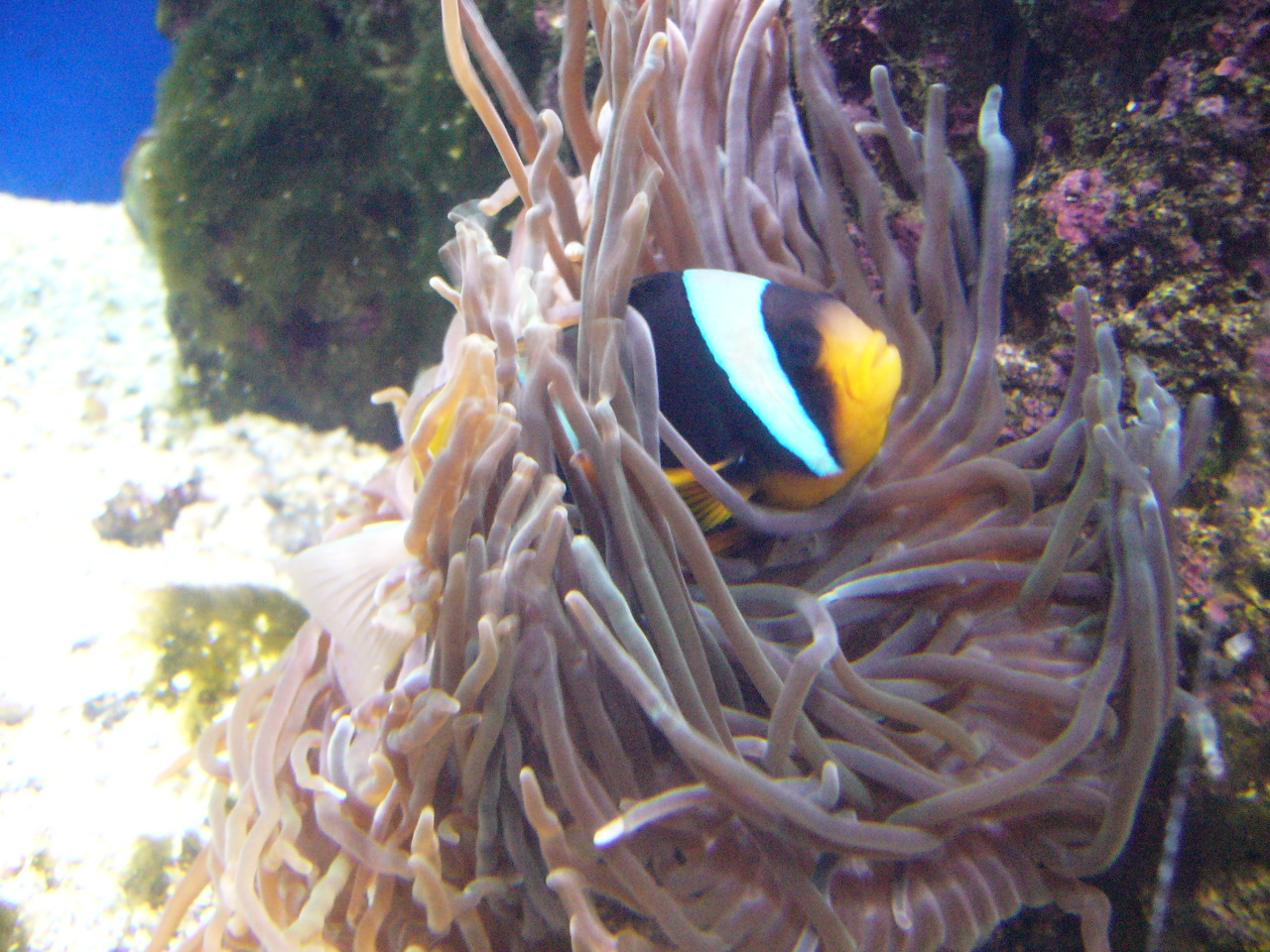
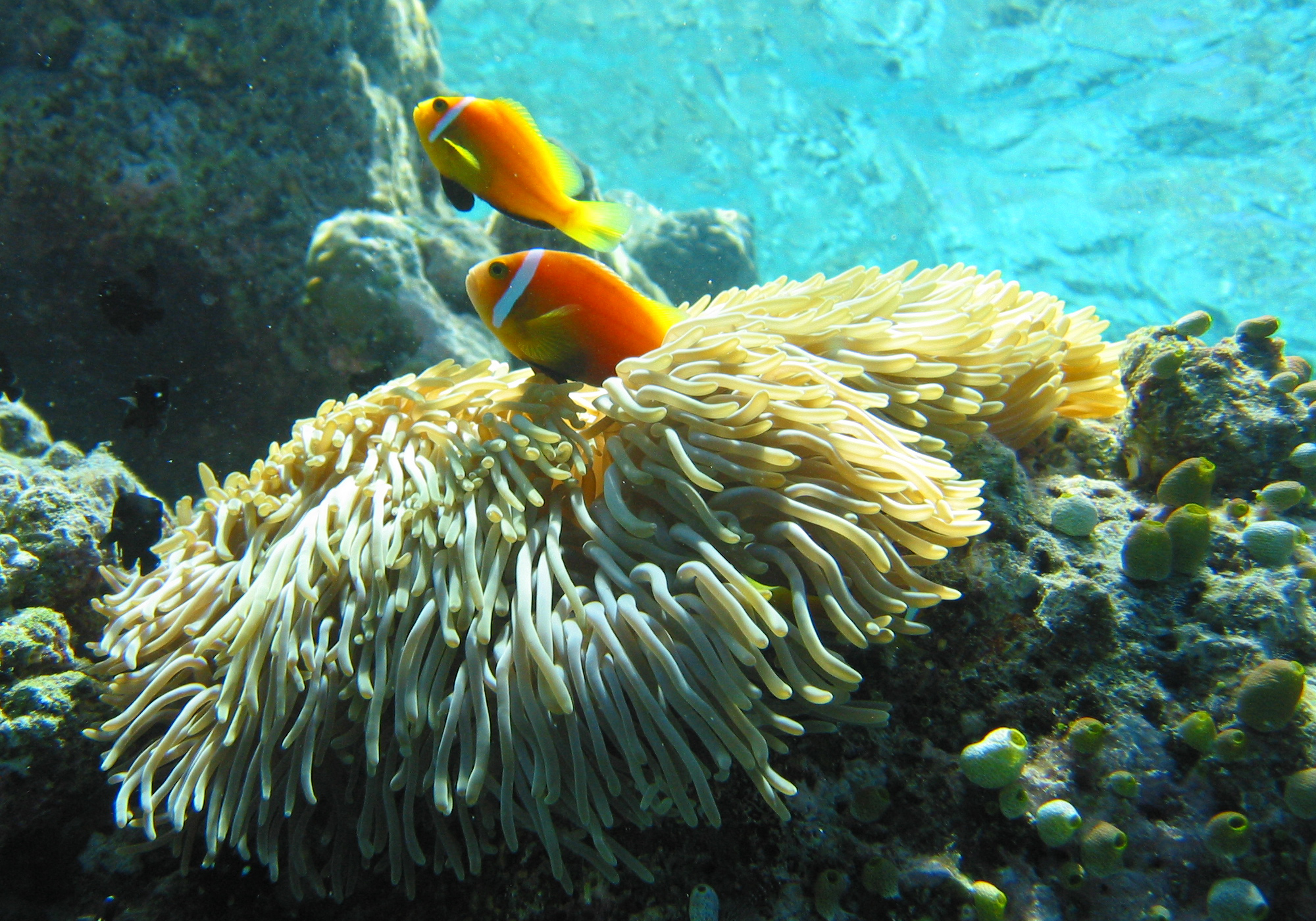
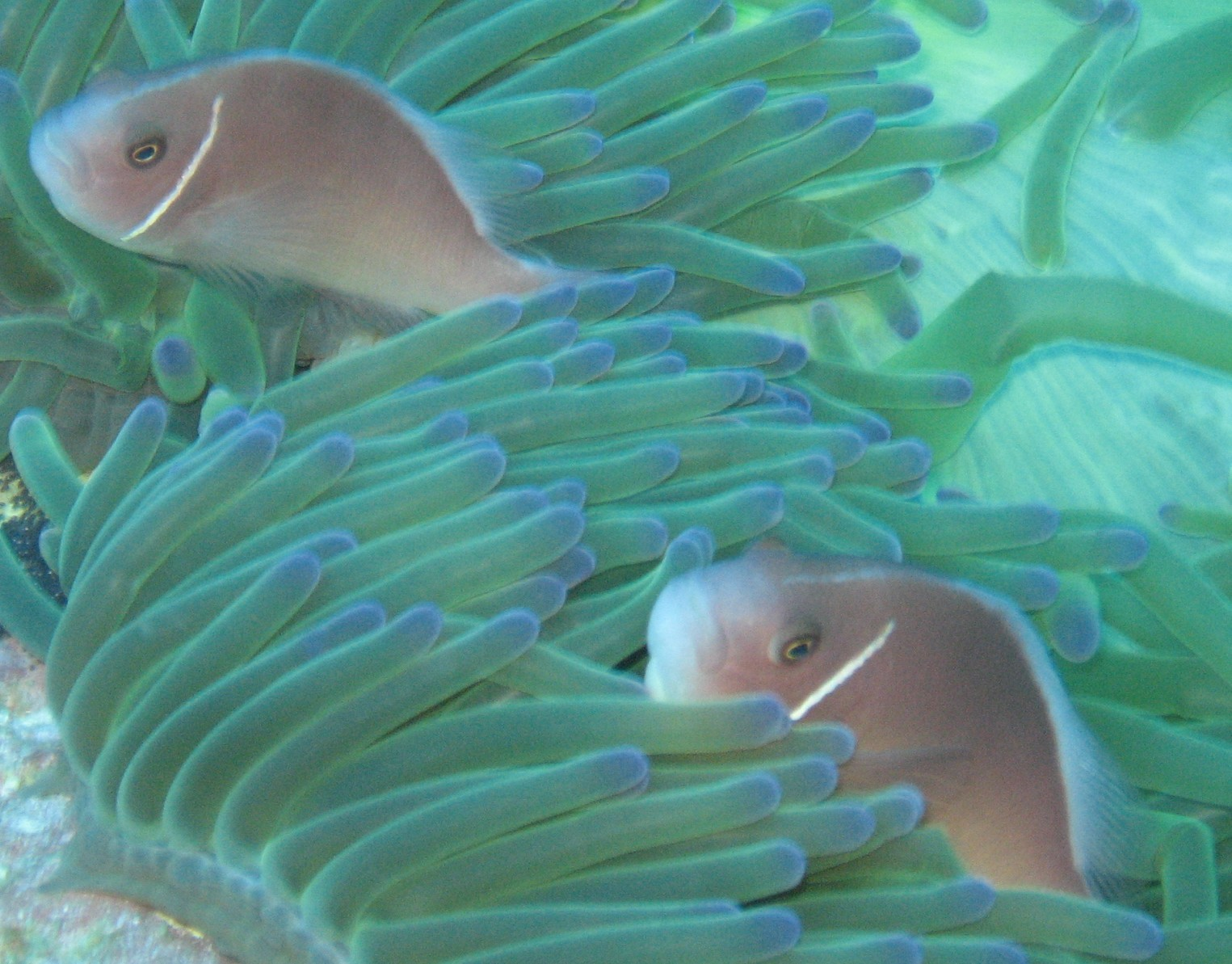
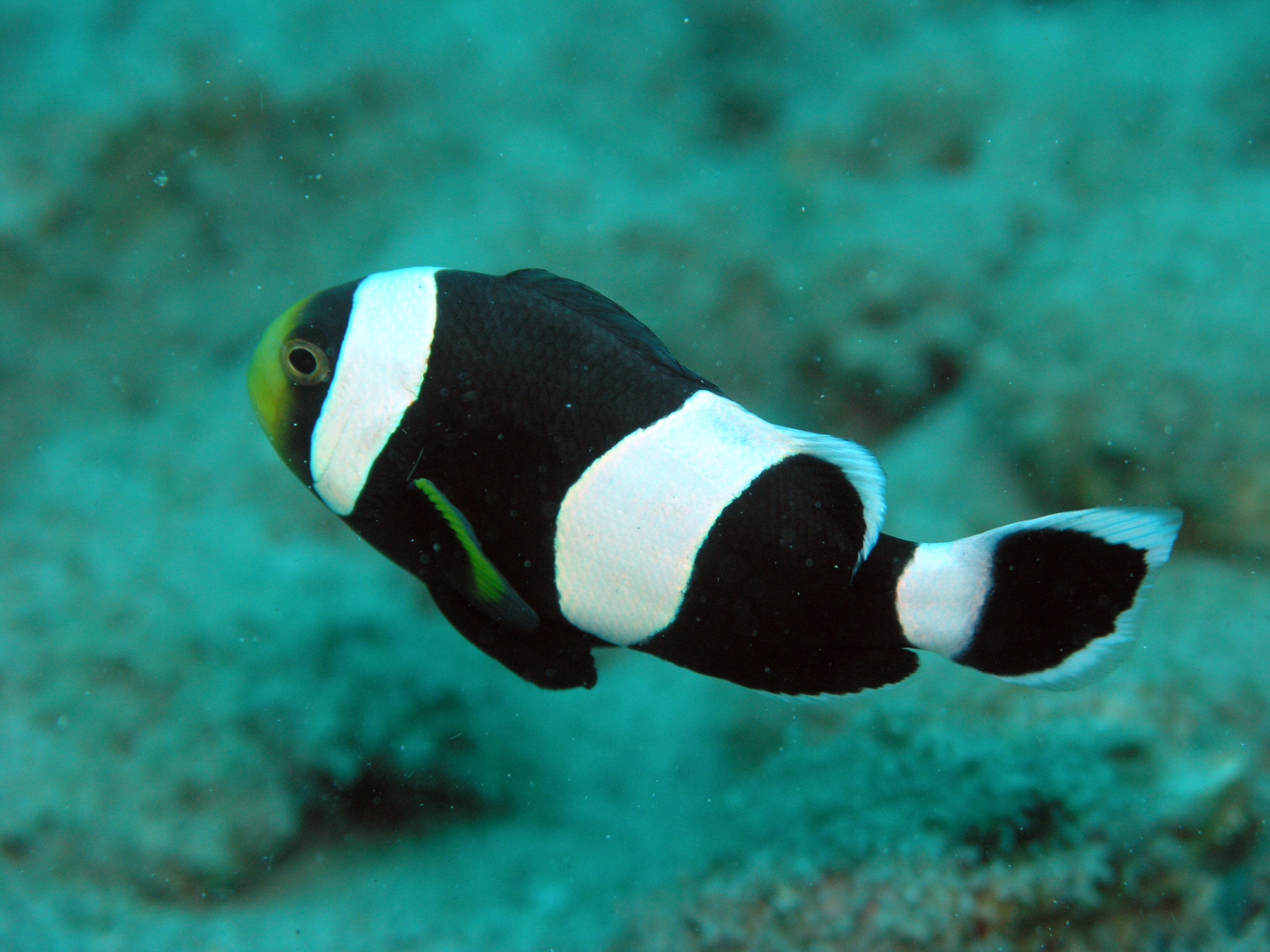
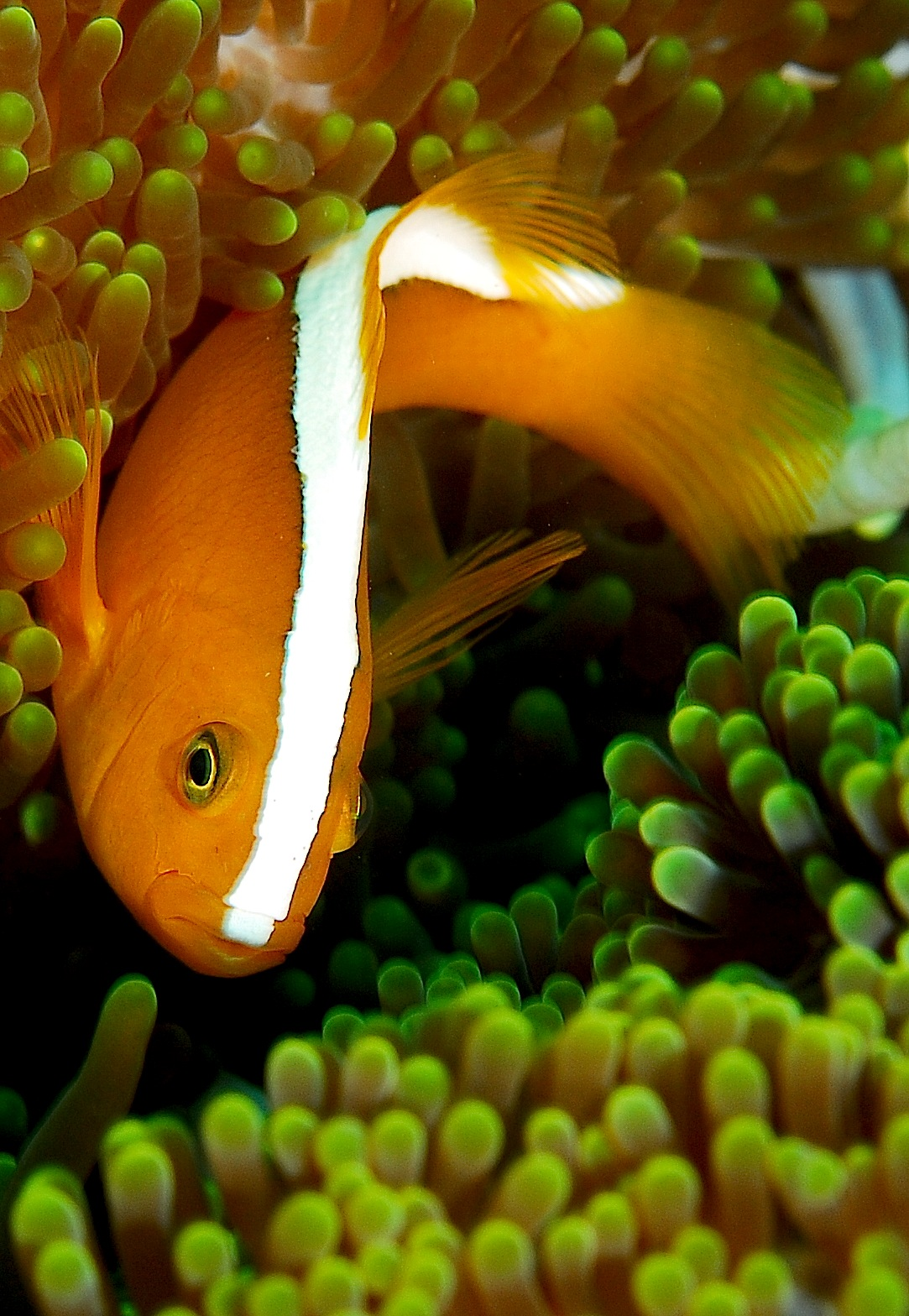
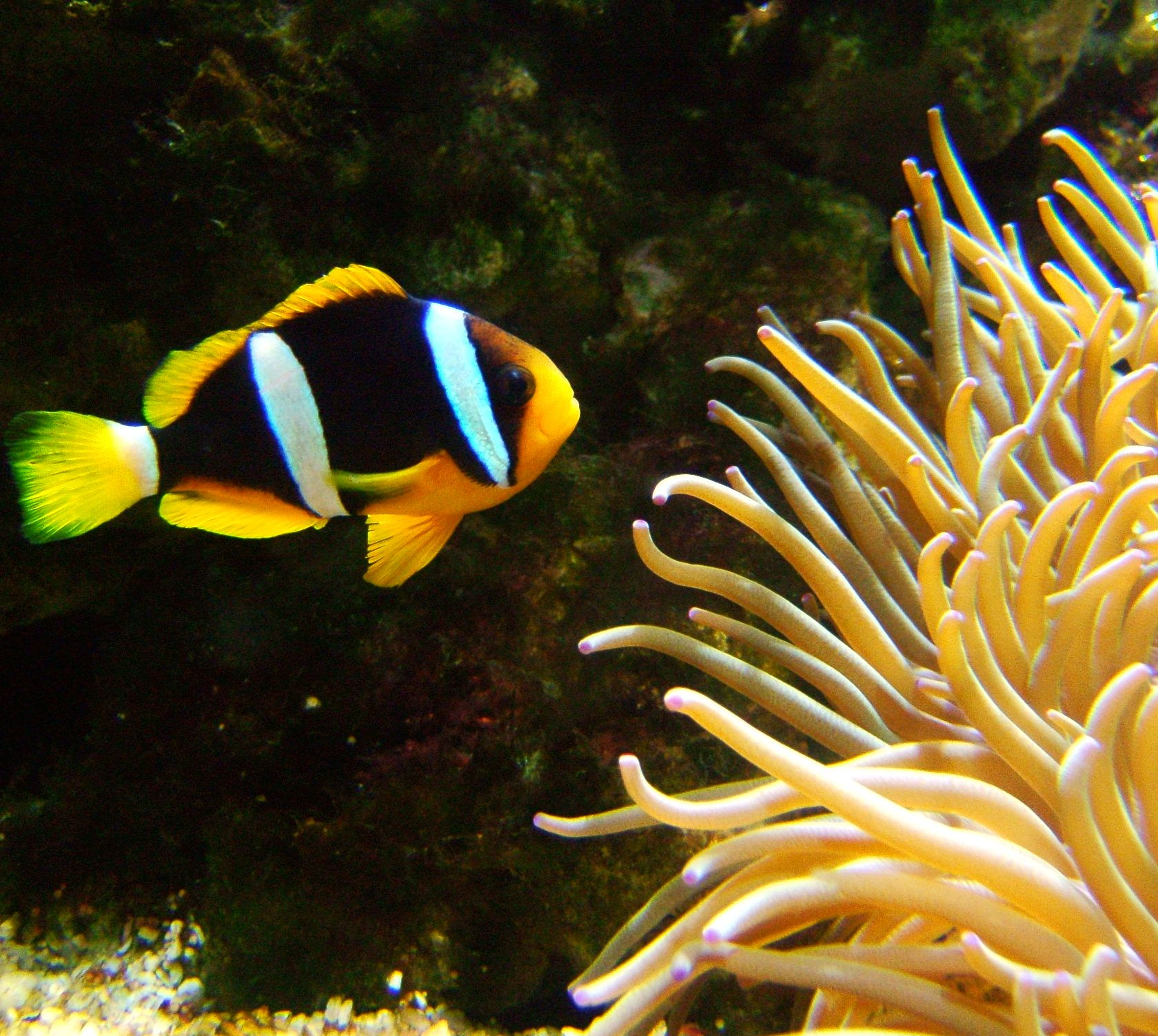
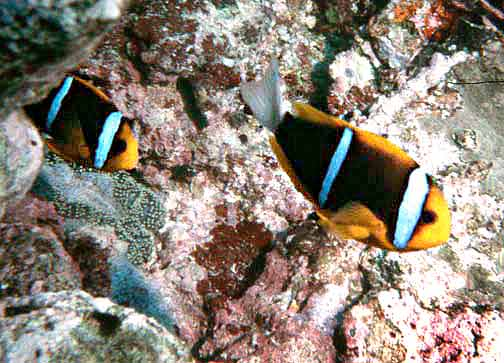
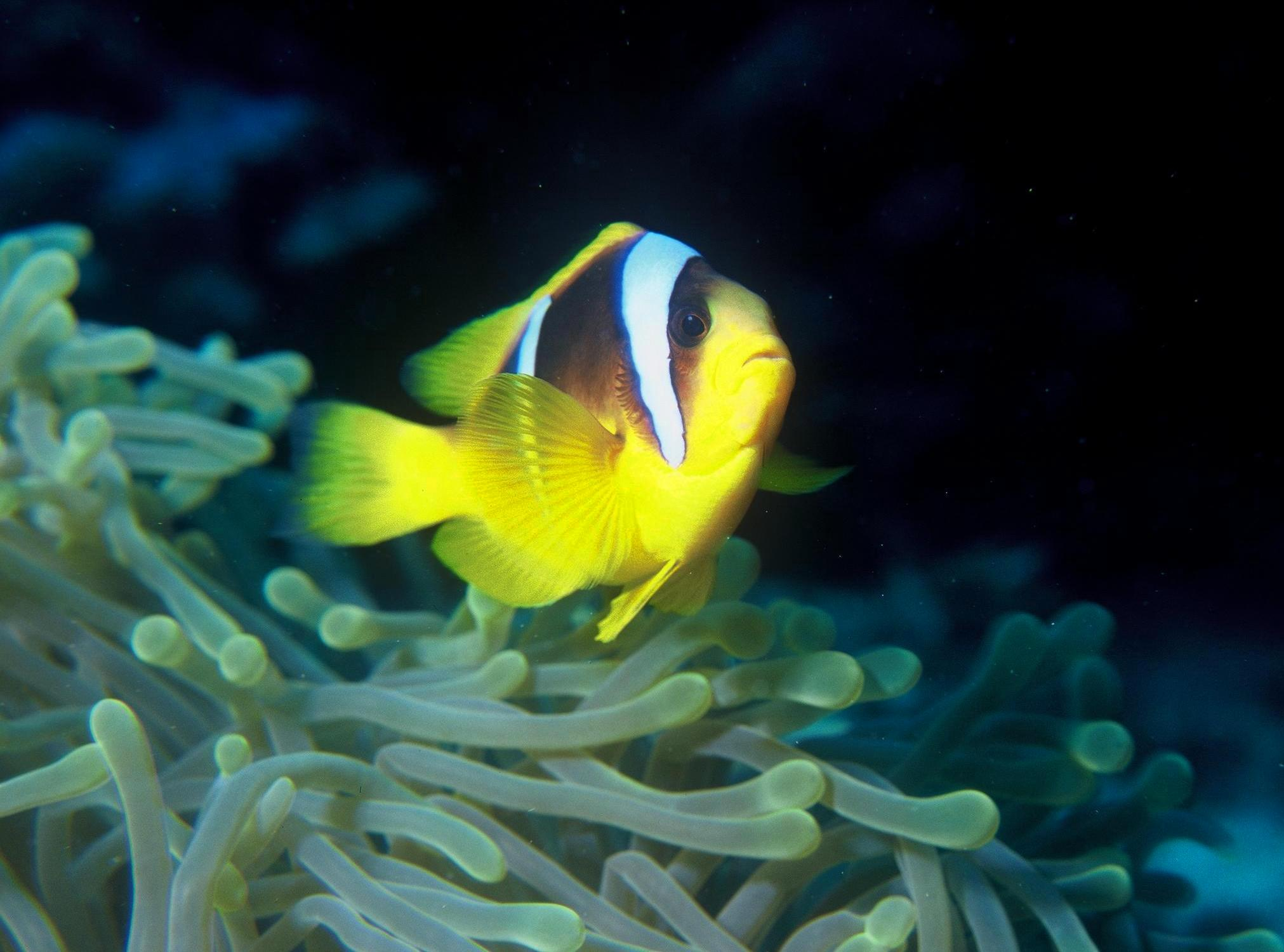
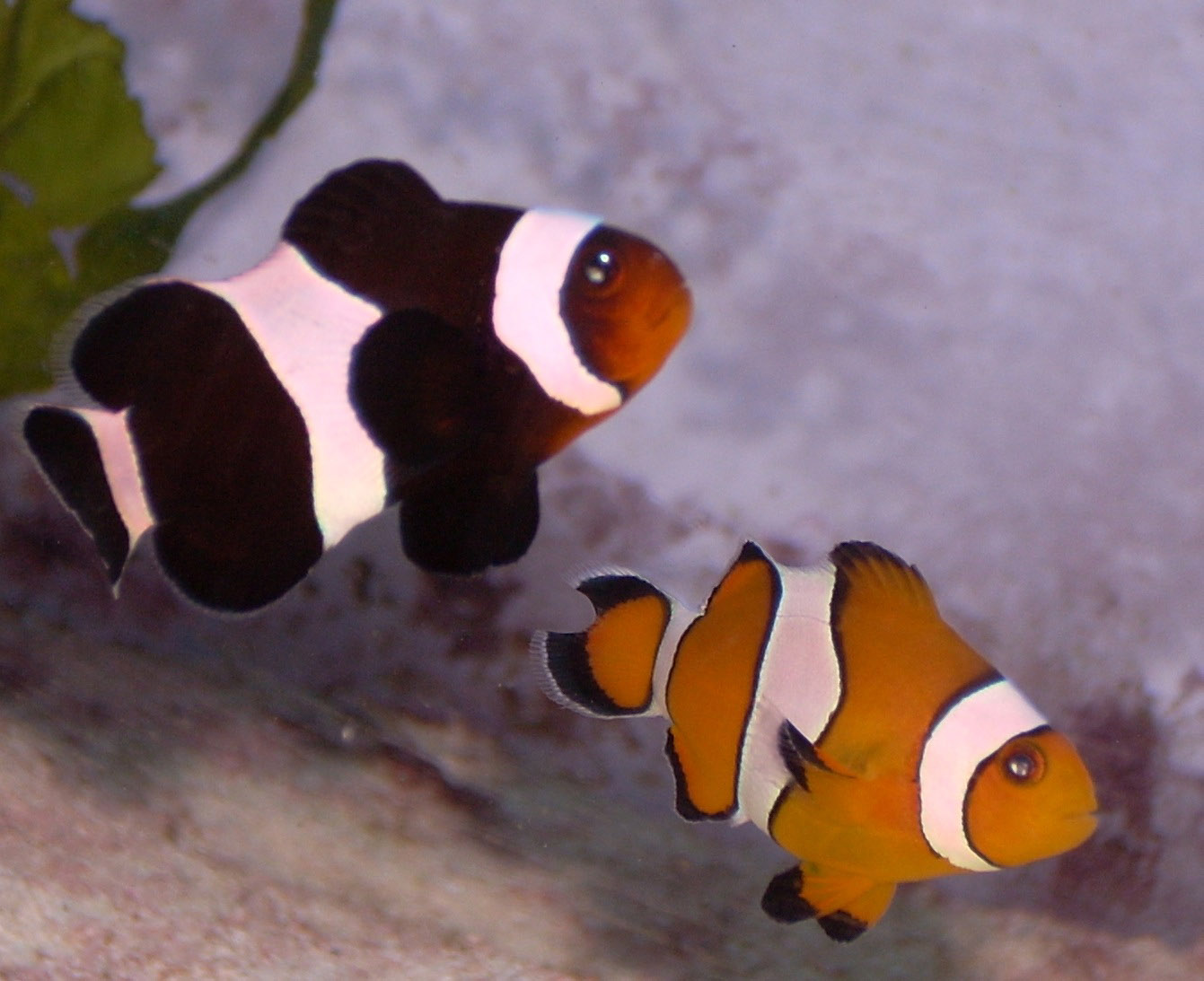
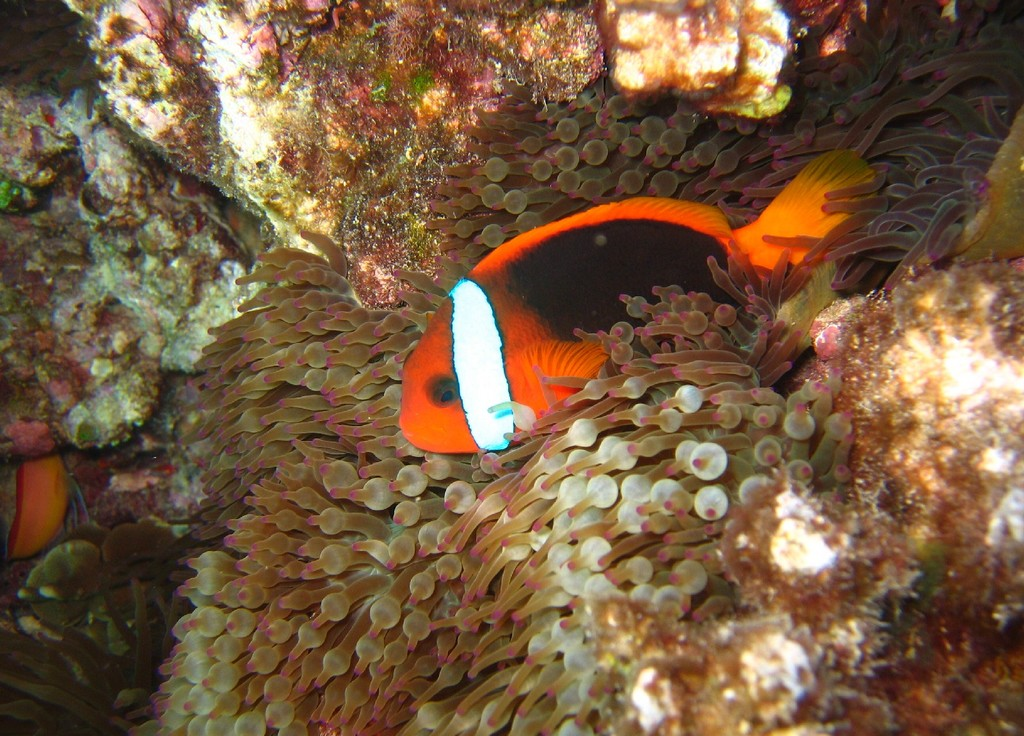
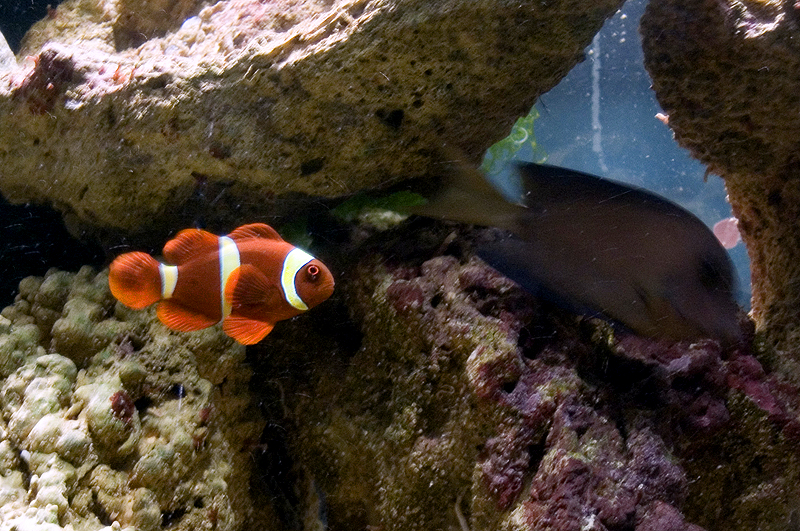
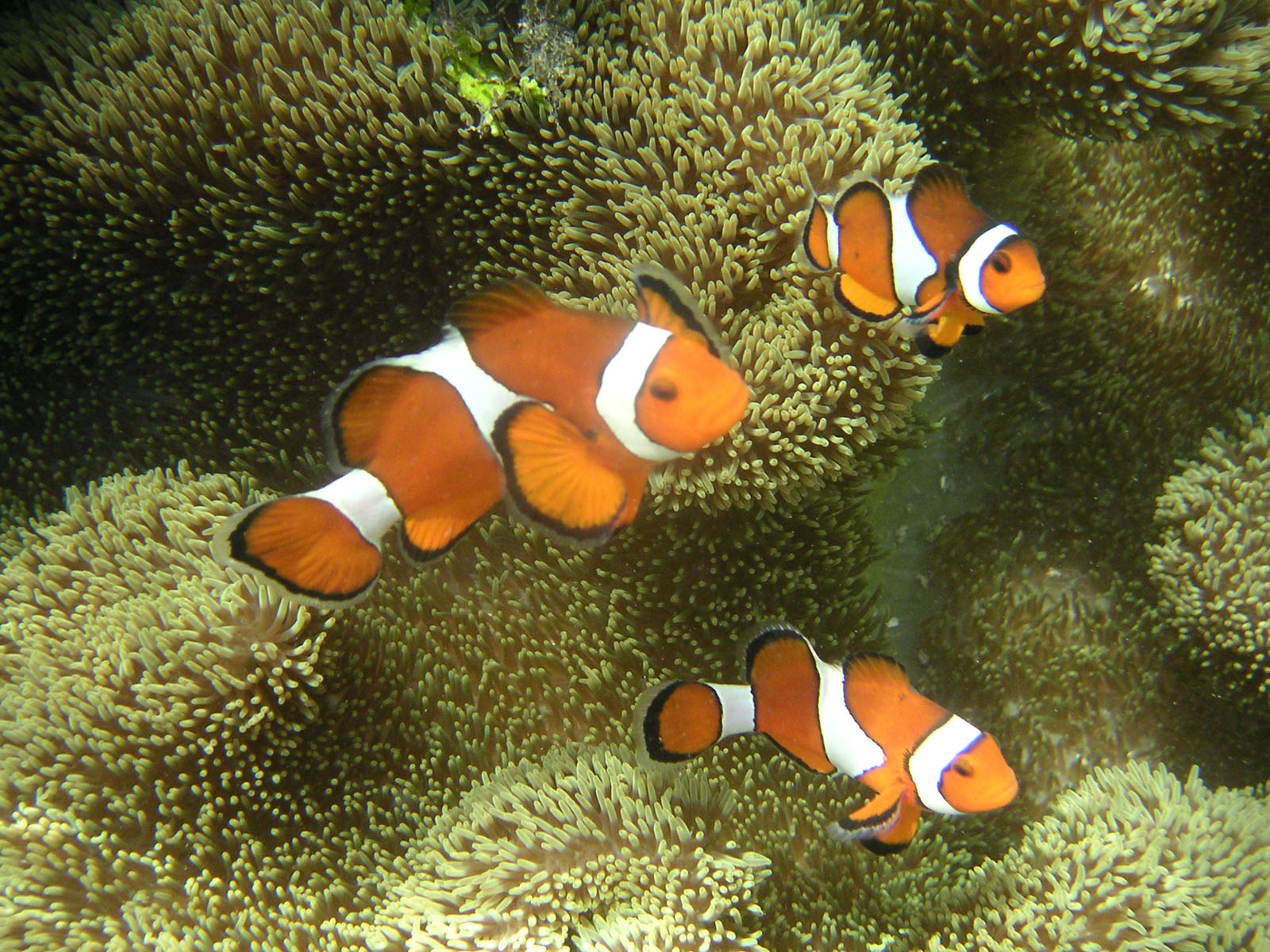